# Saint-Agnan (Saône-et-Loire)
Saint-Agnan is een gemeente in het Franse departement Saône-et-Loire (regio Bourgogne-Franche-Comté) en telt 626 inwoners (2004). De plaats maakt deel uit van het arrondissement Charolles.

## Geografie
De oppervlakte van Saint-Agnan bedraagt 25,4 km², de bevolkingsdichtheid is 24,6 inwoners per km².
De onderstaande kaart toont de ligging van Saint-Agnan (Saône-et-Loire) met de belangrijkste infrastructuur en aangrenzende gemeenten.

## Demografie
Onderstaande figuur toont het verloop van het inwonertal (bron: INSEE-tellingen).

1. ↑  Populations de référence 2022.